# فرانك جاي بارت
فرانك جاي بارت (بالإنجليزية: Frank J. Bart)‏ هو عسكري أمريكي، ولد في 15 أبريل 1883 في نيويورك في الولايات المتحدة، وتوفي في 31 مارس 1961.